# Societat oberta
La societat oberta és un concepte originalment suggerit a l'any 1932 pel filòsof francès Henri Bergson i va desenvolupar-se durant la Segona Guerra Mundial pel filòsof britànic, nascut austríac, Karl Popper.
En Bergson descriu una societat tancada com un sistema tancat de llei o religió. Com a tal, és estàtica, com ara una ment tancada. En Bergson suggereix que si tots els rastres de civilització desapareguessin, els instints de la societat ara tancada romandrien per l'inclusió o exclusió d'altres. En canvi, una societat oberta és dinàmica i tendeix a l'ideal de l'universalisme moral.
En Popper va veure la societat oberta com erigida des d'un contínuum històric i arribant des de la societat orgànica, tribal, o Autoritarisme tancada, a través de la societat oberta marcada per una actitud de crítica a la tradició, fins a la societat abstracta o despersonalitzada mancant tota interacció cara-a-cara en les seves transaccions.
En la visió de Popper, les societats tribals i col·lectivistes no distingeixen entre les lleis naturals i les costums i, en conseqüència, no és probable que els individus desafien o qüestionin lleis o costums que ells consideren tenen una base sagrada o natural. Així, els començaments d'una societat oberta s'emmarquen en l'observació d'una distinció entre les lleis naturals i les fetes per l'home i el conseqüent increment de la responsabilitat personal i la necessitat de respondre moralment per les decisions (cal observar que Popper no veu aquesta situació incompatible amb les creences religioses (Op. cit. capítol 5, part III). Popper afegeix que tant l'individualisme com la crítica social i l'humanitarisme (la doctrina que el deure dels individus és promoure el benestar humà) no poden ser suprimits una vegada que la gent es fa conscient d'ells, i que, per tant, és impossible tornar a o imposar una "societat tancada".
En societats obertes, del govern s'espera esser sensible i tolerant, i dels mecanismes polítics esser transparents i flexibles. Els defensors afirmen que s'oposa a l'autoritarisme.

## Explicació del concepte
A pesar que per a alguns el concepte de Popper és epistemològic més que polític, es pot suggerir que Popper buscava explorar (d'acord amb la visió de Russell) les conseqüències de desenvolupaments en la teoria d'adquisició del coneixement científic tant per a les ciències socials com per a l'organització política de la societat. Popper considerava que els científics socials no havien comprès el significat i naturalesa tant del feixisme com del comunisme, pel fet que aquestes ciències es basaven en aproximacions fal·laces a l'obtenció de coneixement.
Des d'aquest punt de vista, es pot suggerir que la característica central d'una societat oberta és la manera "transparent" i racional amb la qual el coneixement comú s'obté, s'elabora i es transmet. I les característiques que un accés general i lliure a aquest coneixement demanden o imposen a una societat a fi de perpetuar aquest procés.
D'acord amb Popper, la característica central del coneixement humà és que aquest és provisional i fal·lible, implicant que la societat ha d'estar oberta a punts de vistes alternatius. En conseqüència, una societat oberta està associada amb el pluralisme religiós i cultural. Per contra, el totalitarisme obliga el coneixement a ser polític, la qual cosa fa impossible una actitud crítica i porta a la destrucció del mecanisme esmentat.
Addicionalment, una societat oberta està sempre disposada a millores o reformes, pel fet que el coneixement mai arriba a ser complet o final, sinó que, per contra, aquesta en constant desenvolupament. Proclamacions a tenir coneixement cert i absolut porten a temptatives d'imposar una versió de la veritat per sobre unes altres. Tals societats es tanquen a la llibertat del pensament. En contrast, en una societat oberta cada ciutadà necessita involucrar-se en la pràctica del criticisme, la qual cosa demanda llibertat del pensament i expressió, al costat d'un aparell legal i cultural que faciliti aquest exercici.
Les democràcies són exemples de societats obertes. Totalitarisme, dictadures, teocràcies i monarquies autocràtiques són exemples de societats tancades.

## Història
Popper va veure als clàssics grecs com els iniciadors de la llarga i lenta transició des del tribalisme cap a la societat oberta, i com els que afronten per primera vegada la tensió imposada per les relacions de grup menys personals implicades per això.
Mentre que les societats tribals i col·lectivistes no distingeixen entre les lleis naturals i els costums socials, de manera que els individus no poden desafiar les tradicions que creuen que tenen una base sagrada o màgica, els inicis d'una societat oberta estan marcats per una distinció entre llei natural i llei humana, i un augment de la responsabilitat personal i la rendició de comptes per a decisions morals (no incompatible amb creença religiosa).
En Popper argumentava que les idees de individualitat, crítica, i humanitarisme no es poden suprimir un cop la gent n'esdevé conscient i, per tant, és impossible tornar a la societat tancada, però al mateix temps va reconèixer la persistència emocional del que va anomenar "l'esperit grupal perdut de tribalisme", com es manifesta per exemple en els totalitarismes del segle xx.
Mentre que el període des de l'estudi d'En Popper ha estat, sens dubte, marcat per la difusió de la societat oberta, això pot esser atribuït menys a la promoció d'En Popper i més al paper dels avenços econòmics de la modernitat tardana. Societats industrials basades en el creixement requereixen l'alfabetització, l'anonimat i la mobilitat social dels seus membres — elements incompatibles amb un comportament molt basat en la tradició però exigint la difusió cada vegada més àmplia de les relacions socials abstractes que Georg Simmel va veure com caracteritzant la postura mental urbana.
Popper defineix la societat oberta com una "en la qual els individus s'enfronten a decisions personals" com a contraposició a una "societat màgica, tribal o col·lectivista".
Popper va considerar que només la democràcia proporciona un mecanisme institucional per a la reforma i al canvi de lideratge sense necessitat de vessament de sang, revolució o cop d'estat.
Moderns defensors de la societat oberta suggereixen que la societat no hauria de conservar secrets de si mateixa en el sentit públic, com tothom confia amb el coneixement de tothom. Les llibertats polítiques i els drets humans pretenen esser la base d'una societat oberta.

## Coneixement crític
El concepte d'En Popper de societat oberta és més epistemològic que no pas polític. Quan Popper va escriure La Societat Oberta i els seus Enemics, creia que les ciències socials no havien aconseguit comprendre el significat i la naturalesa del feixisme i el comunisme, perquè aquestes ciències es basen en allò què ell va veure com a epistemologia defectuosa. El totalitarisme va forçar el coneixement a convertir-se en polític fent allò impossible el pensament crític i va provocar la destrucció del coneixement en els països totalitaris.
La teoria d'En Popper de que el coneixement és provisional i fal·lible implica que la societat ha de estar oberta a punts de vista alternatius. Una societat oberta està associada amb lo pluralisme cultural i religiós; sempre està oberta a la millora perquè el coneixement mai no es completa, sinó que està sempre en curs: "si volem seguir essent humans, llavors només hi ha un camí, el camí cap a la societat oberta... cap al que és desconegut, incert i insegur".
En la societat tancada, les afirmacions de coneixement cert i veritat última condueixen al intent de imposició de una versió de la realitat. Una tal societat està tancada a la llibertat de pensament. En canvi, en una societat oberta cada ciutadà necessita participar en pensament crític, que requereix llibertat de pensament i d'expressió així com de les institucions culturals i jurídiques que poden facilitar-ho.

## Característiques
Humanitarisme, igualtatarisme i llibertat política són característiques ideals fonamentals d'una societat oberta. Això va esser reconegut per Pèricles, un estadista de la democràcia atenesa, en la seva oració fúnebre laudatòria: "l'avenç dins la vida pública recau en la reputació per capacitat, no es permet que les consideracions de classe interfereixin amb el mèrit; tampoc la pobresa impedeix el camí, si un home és capaç de servir a l'estat, no es veu obstaculitzat per l'obscuritat de la seva condició. La llibertat que gaudim al nostre govern s'estén també a la nostra vida quotidiana."
Sens dubte, però, va esser la tensió entre una societat tradicional i el nou i més obert espai de la polis emergent que es va manifestar amb més claredat a l'Atenes clàssica, i En Popper va esser molt conscient de la continuïtat de l'atractiu emocional del que ell va anomenar "holisme...nostàlgia per la pèrdua de la unitat de vida tribal" en el món modern.

## Crítica
L'investidor i filantrop George Soros, seguidor de Karl Popper, ha argumentat que l'ús sofisticat de les poderoses tècniques d'engany subtil prestades de la publicitat moderna i de la ciència cognitiva per agents polítics conservadors com ara Frank Luntz i Karl Rove posa en dubte la concepció original d'En Popper sobre la societat oberta. Com la percepció de la realitat de l'electorat es pot manipular fàcilment, el discurs polític democràtic no condueix necessàriament a una millor comprensió de la realitat. Soros argumenta que a més a més dels requisits per a la separació de poders, la llibertat d'expressió, i les eleccions lliures, cal també fer explícit un compromís fort per la recerca de la veritat. "Els polítics respectaran la realitat, en comptes de manipular-la, només si el públic es preocupa per la veritat i castiga els polítics quan son agafats en un engany deliberat."
En Popper no obstant això no va identificar la societat oberta ja sigui amb democràcia, amb capitalisme o amb una economia laissez-faire, sinó més aviat amb un pensament crític per part de l'individu, davant de col·lectius comunitaris de qualsevol tipus. Un aspecte important en el pensament de Popper és la noció que la veritat es pot perdre. L'actitud crítica no significa que la veritat es trobarà.

## Per a més informació
- R. B. Levinson, En Defensa de Plató (1953)
- El liberalisme com a amenaça per a la societat oberta: Charles Arthur Willard. El liberalisme i el Problema del Coneixement: Una Nova Retòrica per a la Democràcia Moderna, Descripció, contingut i enllaç google a la visualització prèvia. University of Chicago Press, 1996.